# Lista de filmes baseados nas peças de Shakespeare
Foram produzidas mais de 420 versões de filmes de longa-metragem das peças de William Shakespeare, fazendo dele o autor mais filmado em todos os tempos
Muitas destas adaptações, especialmente filmes de Hollywood dirigidos a audiências adolescentes, usam as tramas mais do que os diálogos, enquanto outras são simplesmente versões completas de suas peças.
A seguir, um lista dos filmes mais conhecidos realizados a partir da obra de Shakespeare:
Lista de filmes baseados na obra de Shakespeare que foram lançados no Brasil de acordo com o site do Instituto Shakespeare Brasil.

## A
- A Floresta Que Se Move, 2015, produção brasileira baseada na tragédia Macbeth.
- À Sombra das Pirâmides (br), 1972, com Charlton Heston, baseado na tragédia Antônio e Cleópatra
- Amor Sublime Amor (br) / Amor sem Barreira (pt), 1961, de Robert Wise, com Natalie Wood e Richard Beymer, baseado na tragédia Romeu e Julieta.
- As You Like It, 2006, de Kenneth Branagh, baseado na comédia Como Gostais

## C
- Um Candango na Belacap, 1961, chanchada brasileira de Roberto Farias que parodia Romeu e Julieta.
- O Casamento de Romeu e Julieta, 2005, filme brasileiro de Bruno Barreto, com Luana Piovani e Marco Ricca, baseado na tragédia Romeu e Julieta.
- Como Gostais (br) / Como Vos Agradar (pt), 1936, de Paul Czinner, com Laurence Olivier

## D
- Dez Coisas que Eu Odeio em Você (br) / Dez Coisas que Odeio em Ti (pt), 1999, de Gil Junger, com Julia Stiles, baseado na comédia A Megera Domada

## E
- Ela É o Cara (br) / Ela É... Ele (pt), 2006, de Andy Fickman, baseado na comédia Noite de Reis

## H
- Hamlet, 1948, de Laurence Olivier, baseado na tragédia Hamlet
- Hamlet, 1964, de Bill Colleran e John Gielgud, com Richard Burton
- Hamlet, 1969, de Tony Richardson
- Hamlet, 1990, de Franco Zeffirelli, com Mel Gibson e Glenn Close
- Hamlet, 1996, de Kenneth Branagh, com Branagh, Julie Christie e Kate Winslet
- Hamlet, 2000, de Michael Almereyda, com Ethan Hawke e Julia Stiles
- Henrique V, 1989, de Kenneth Branagh, com Branagh, Judi Dench, Derek Jacobi, Emma Thompson e Christian Bale
- A Herança, 1970, de Ozualdo Candeias, baseado em Hamlet
- Homens de Respeito, 1991, de William Reilly, com John Turturro, baseado na tragédia Macbeth

## J
- Jogo de Intrigas (br) / O (pt), 2001, de Tim Blake Nelson, com Julia Stiles, baseado na tragédia Otelo, o Mouro de Veneza
- Júlio César, 1950, de David Bradley, com Charlton Heston, baseado na tragédia Júlio César
- Júlio César, 1953, de Joseph L. Mankiewicz, com Marlon Brando
- Júlio César, 1970, de Stuart Burge, com John Gielgud e Jason Robards

## M
- Macbeth, 1948, de Orson Welles, baseado na tragédia Macbeth
- Macbeth, 1971, de Roman Polanski, com Jon Finch
- Macbeth, 2015, de Justin Kurzel, com Michael Fassbender e Marion Cotillard
- Maré, Nossa História de Amor, 2008, de Lúcia Murat, baseado em Romeu e Julieta
- A Megera Domada, 1967, de Franco Zeffirelli, com Elizabeth Taylor e Richard Burton, baseado na comédia A Megera Domada
- A Megera Domada, 2005, de David Richards
- O Mercador de Veneza, 1973, de John Sichel, com Laurence Olivier, baseado na comédia O Mercador de Veneza
- O Mercador de Veneza, 2004, de Michael Radford, com Jeremy Irons e Al Pacino
- Muito Barulho por Nada, 1993, de Kenneth Branagh, com Emma Thompson e Keanu Reeves, baseado na comédia Muito Barulho por Nada

## N
- Noite de Reis, 1997, de Trevor Nunn, baseado na comédia Noite de Reis ou O que Quiserem

## O
- O Homem do Norte, 2022, com Alexander Skarsgård, livremente baseada em Hamlet
- Othello, 1952, de Orson Welles, baseado na tragédia Otelo, o Mouro de Veneza
- Othello, 1995, de Oliver Parker, com Laurence Fishburne

## P
- Planeta Proibido, 1956, de Fred McLeod Wilcox, com Walter Pidgeon, Anne Francis e Leslie Nielsen, baseado na comédia A Tempestade

## R
- Ran (br) / Os Senhores da Guerra (pt), 1985, de Akira Kurosawa, baseado na tragédia Rei Lear
- Romeu e Julieta, 1936, filme de George Cukor, com Norma Shearer, Leslie Howard, e John Barrymore, baseado na tragédia Romeu e Julieta
- Romeu e Julieta, 1954, de Renato Castellani, com Laurence Harvey
- Romanoff e Julieta, 1961, de Peter Ustinov, com Sandra Dee e John Gavin
- Romeu e Julieta, 1968, de Franco Zeffirelli, com Olivia Hussey e Leonard Whiting
- Romeo + Juliet, 1996, de Baz Luhrmann, com Leonardo di Caprio e Claire Danes
- Rosencrantz e Guilderstern Estão Mortos, 1990, de Tom Stoppard, com Gary Oldman, Tim Roth e Richard Dreyfuss, baseado na tragédia Hamlet
- O Rei Leão, 1994, animado da Walt Disney Pictures, com Matthew Broderick e Jeremy Irons, baseado na tragédia Hamlet
- O Rei Leão 2: O Reino de Simba, 1998, animado da Walt Disney Pictures, baseado na tragédia Romeu e Julieta

## S
- Sonho de uma Noite de Verão, 1935, de William Dieterle e Max Reinhardt, com Olivia de Havilland e James Cagney,  baseado na comédia Sonho de uma Noite de Verão
- Sonho de uma Noite de Verão, 1999, de Michael Hoffman, com Kevin Kline e Michelle Pfeiffer.
- Shakespeare Apaixonado (br) / A Paixão de Shakespeare (pt), 1998, de Jonh Madden, com Gwyneth Paltrow e Joseph Fiennes.

## T
- A Tempestade, 1979, de Derek Jarman, baseado na comédia A Tempestade
- A Tempestade, 1982, de Paul Mazursky, com Gena Rowlands, John Cassavetes e Susan Sarandon
- Terras Perdidas (br) / Amigas e Rivais (pt), 1997, de Jocelyn Moorhouse, com Michelle Pfeiffer, Jessica Lange e Colin Firth, baseado  na tragédia Rei Lear
- Todos Menos Você (br) / Todos Menos Tu (pt), 2023, de Will Gluck, baseado na comédia Muito Barulho por Nada
- Trono Manchado de Sangue, 1957, de Akira Kurosawa, baseado na tragédia Macbeth.

## U
- A Última Tempestade (br), 1991, de Peter Greenaway, com John Gielgud, baseado na comédia A tempestade